# Andy Irons
Philip Andrew „Andy“ Irons  (* 24. Juli 1978 in Hanalei auf Kauaʻi, Hawaiʻi; † 2. November 2010 in Grapevine, Texas) war ein US-amerikanischer Profisurfer und 3-facher Weltmeister der ASP.

## Leben
Irons wurde in Hanalei auf der hawaiischen Insel Kauaʻi geboren. Sein Vater war Ende der 1970er ein bekannter Surfer und brachte ihm das Surfen bereits in seiner frühen Jugend bei. Wenn er nicht im Wasser war, spielte er zum Ausgleich Tennis oder Golf. Irons stand auf dem Brett mit dem linken Fuß vorne, er surfte also regular.
Irons größte Erfolge waren drei Weltmeistertitel in Folge in den Jahren 2002 bis 2004. Er gewann ebenfalls dreimal in Folge die Quiksilver Pro France-Wettbewerbe in den Jahren 2003 bis 2005, zweimal die Rip Curl Pro-Wettbewerbe in den Jahren 2006 und 2007, sowie viermal in Folge den Vans Triple Crown of Surfing in den Jahren 2002 bis 2006. Am 3. September 2010 gewann Irons den Billabong Pro Teahupoo in Tahiti. Es war die letzte größere Wettkampfteilnahme vor seinem Tod.
Andy Irons starb am 2. November 2010 im Alter von 32 Jahren auf dem Rückweg von einem Surfwettbewerb in Puerto Rico an einem Herzinfarkt infolge einer verstopften Koronararterie. Irons litt an Denguefieber. Im Körper des Verstorbenen wurden außerdem Spuren von Psychopharmaka, Methadon, Kokain und Designerdrogen gefunden.
Er hinterließ seine hochschwangere Ehefrau Lyndie, mit der er seit dem 25. November 2007 verheiratet war. Am 8. Dezember 2010 wurde ihr gemeinsamer Sohn Andrew Axel geboren.

## Erfolge
| Jahr |       | Bewerb                   | Platzierung | Titel       | Land                   |
| ---- | ----- | ------------------------ | ----------- | ----------- | ---------------------- |
| 2010 | ASP * | Billabong Pro Teahupoo   | 1.          |             | Französisch-Polynesien |
| 2007 | ASP * | Rip Curl Pro Bells Beach | 1.          |             | Australien             |
| 2006 | ASP * | Rip Curl Pro Bells Beach | 1.          |             | Australien             |
| 2006 | ASP * | Triple Crown of Surfing  | 1.          |             | Vereinigte Staaten     |
| 2005 | ASP * | Quiksilver Pro France    | 1.          |             | Frankreich             |
| 2005 | ASP * | Triple Crown of Surfing  | 1.          |             | Vereinigte Staaten     |
| 2004 | ASP * | Men's Championship Tour  | 1.          | Weltmeister | Vereinigte Staaten     |
| 2004 | ASP * | Quiksilver Pro France    | 1.          |             | Frankreich             |
| 2003 | ASP * | Men's Championship Tour  | 1.          | Weltmeister | Vereinigte Staaten     |
| 2003 | ASP * | Triple Crown of Surfing  | 1.          |             | Vereinigte Staaten     |
| 2003 | ASP * | Quiksilver Pro France    | 1.          |             | Frankreich             |
| 2002 | ASP * | Men's Championship Tour  | 1.          | Weltmeister | Vereinigte Staaten     |
| 2002 | ASP * | Triple Crown of Surfing  | 1.          |             | Vereinigte Staaten     |

* Die Association of Surfing Professionals (ASP) wurde 2015 in  World Surf League (WSL) umbenannt.

## Vermächtnis
Der Surffilm Andy Irons: Kissed by God (2018) ist eine Hommage an sein Lebenswerk. Wegbegleiter wie Bruce Irons, Kelly Slater und Andy Irons Witwe Lyndie erzählen die Geschichte über ein Rock-’n’-Roll-Leben und den Tod eines genialen Surfers.
Der Dokumentarfilm Blue Horizon (2004) des Directors Jack McCoy zeigt Andy Irons in der Hochphase seiner Karriere. Der Film erzählt auch von der langjährigen Rivalität zwischen Irons und dem elffachen Weltmeister Kelly Slater.
Der Gouverneur des US-Bundesstaates Hawaii erklärte den 13. Februar zum „Andy Irons Day“, denn er war der einzige Surfer weltweit, der die Wettbewerbe an jedem Austragungsort der ASP-World Tour gewann.
Irons erhielt im Jahr 2008 einen Eintrag in den Surfing Walk of Fame in Huntington Beach, Kalifornien.